# Crozon-sur-Vauvre

Crozon-sur-Vauvre este o comună în departamentul Indre, Franța. În 1 ianuarie 2022 avea o populație de 331 de locuitori.